# Szerubaj-Nura
Szerubaj-Nura (kaz. Шерубай-Нұра; ros. Чурбай-Нура, Czurbaj-Nura) – przystanek kolejowy w miejscowości Szerubajnura, w rejonie Abaj, w obwodzie karagandyjskim, w Kazachstanie. Położony jest na linii Astana – Szu, na trasie Nowego Jedwabnego Szlaku.